# Erbium:YAG-Laser
Der Erbium-YAG-Laser (auch Erbium:YAG-Laser oder Er:YAG-Laser) ist ein in der Medizin (Dermatologie; Zahnmedizin) verbreiteter Lasertyp, der ein Erbium-dotiertes YAG-Kristall als Lasermedium verwendet. Aufgrund seiner physikalischen Eigenschaften können mit Hilfe des Er:YAG-Lasers oberflächliche Strukturen entfernt oder ganz allgemein „bearbeitet“ werden. Dies kann die Entfernung einer oberflächlichen Hautveränderung sein. Aufgrund der sehr oberflächlichen Wirkung lassen sich kontrolliert schichtweise Abtragungen von Gewebe vornehmen. Dabei ist die thermische Belastung des angrenzenden Gewebes im Vergleich zu anderen Lasertypen (z. B. CO2-Laser) geringer, was zu einer schnelleren Heilung führt.

## Technische Grundlagen
Der Erbium:YAG-Laser ist ein Festkörper-Laser mit einer Laserwellenlänge von 2940 nm. Aufgrund der physikalischen Eigenschaften kann das Licht des Erbium:YAG-Lasers nur schlecht über Glasfasern geleitet werden, sondern muss über einen Spiegelgelenkarm zum Handstück gelangen. Die Wellenlänge entspricht dem Absorptionsmaximum von Wasser, so dass zusammen mit der kurzen Impulsdauer sehr kleine Gewebevolumina extrem rasch erhitzt (>100 °) und damit explosionsartig vaporisiert werden. Dies hat die Ablation (Abtragung) der betreffenden Gewebeschicht zur Folge. Die Absorption des Erbium:YAG-Lasers in Wasser ist ca. 15-mal höher als die des CO2-Lasers. Je nach verwendeter Energie ist die Dicke der abladierten Schicht sehr dünn (je nach eingestellter Energie 2–40 µm). Die thermische Nekrosezone beträgt je nach Pulslänge und Energie 10–40 µm.

## Anwendungsgebiete

### Dermatologie
Der Erbium:YAG-Laser ist in der medizinischen Betreuung dermatologischer Patienten für viele Indikationen einsetzbar. Anwendungen und Ergebnisse sind stark von der Erfahrung des Arztes abhängig.
- Abtragung von solaren Keratosen (Vorstufen von hellem Hautkrebs)
- Abtragung von seborrhoischen Warzen („Alterswarzen“)
- Eröffnung von Milien oder geschlossenen Komedonen
- Abtragung oder Eröffnung von Nagelmaterial
- Abtragung von unpigmentierten, gutartigen Muttermalen oder Fibromen
- Entfernung von Hühneraugen
- Glättung feiner, oberflächlicher Hautfältchen (Skin-Resurfacing, „Laserpeeling“)
- Behandlung von Akne- oder anderen Narben

### Zahnmedizin
- Kariesentfernung
- Kavitätenpräparation
- Freilegung von Implantaten

## Besonderheiten
Der Erbium:YAG-Laser führt zu einer nur geringen thermischen Belastung der an die Behandlungszone angrenzenden Hautschichten, was an der kurzen Dauer des Laserimpulses in Kombination mit der sehr hohen Absorption im Wasser der Hautzellen zusammenhängt. Die geringe Erhitzung des Gewebes bedingt eine schnelle Wundheilung, schneller als bei CO2-Lasern.
Aufgrund der geringeren Hitzeentwicklung am Gewebe kommt es im Gegensatz zum ähnlich einsetzbaren CO2-Laser zu einer kapillaren Blutung, wenn die oberen Bereiche der sogenannten Junktionszone (dermo-epidermaler Übergang) erreicht werden. Dies ist für den Behandler eine gute Orientierung der aktuell erreichten Abtragungstiefe und vermeidet unnötig oder ungewollt tiefe Abtragungen. Andererseits behindert die auftretende Blutung die Behandlung gut durchbluteter Strukturen. Der Erbium-Laser-Impuls ist kaum in der Lage, Blutströpfchen zu durchdringen, was eine weitere Behandlung unmöglich macht.
Erregerbedingte Hautveränderungen sollten nicht mit einem Erbium:YAG-Laser behandelt werden, da die Übertragung von Erregern (Viren, Bakterien, Pilzsporen) auf die Umgebung des Behandlungsareals, aber auch auf die Raumluft und damit den Behandler möglich ist. Generell sollten Behandlungen mit dem Erbium:YAG-Laser deshalb unter Absaugung und Mundschutz vorgenommen werden. Die Absaugung vermeidet auch den strengen Geruch der Rauchgase („wie beim Hufschmied“), die bei der Behandlung mit dem Erbium:YAG-Laser entstehen. Hautveränderungen, die nicht behandelt werden sollten, sind z. B. demnach einfache Warzen (Verruca vulgaris) und Genitalwarzen (Condylomata acuminata).
Behandlungen in der Nähe der Augen sind problemlos ohne Gefahr für das Augenlicht durchführbar, da der Erbium:YAG-Laser-Impuls das Auge nicht schädigen kann. Die Tränenschicht auf der Oberfläche des Augapfels und auch der vorwiegend aus Wasser bestehende Augapfel selbst verhindern prinzipiell ein Durchdringen des Laserlichtes in Richtung der Netzhaut.